# Мургу, Эфтимие

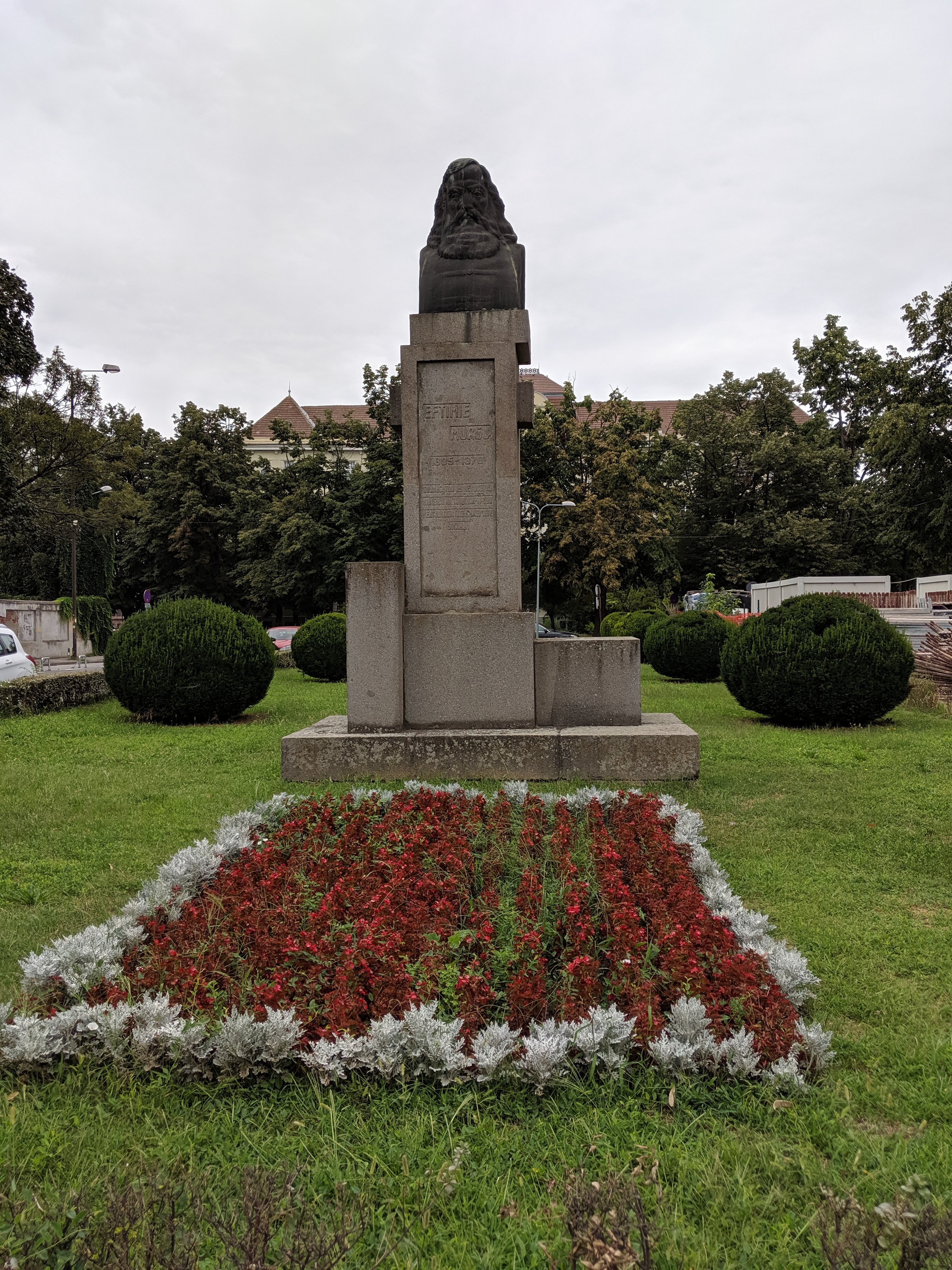
Памятник Э. Мургу в Тимишоара

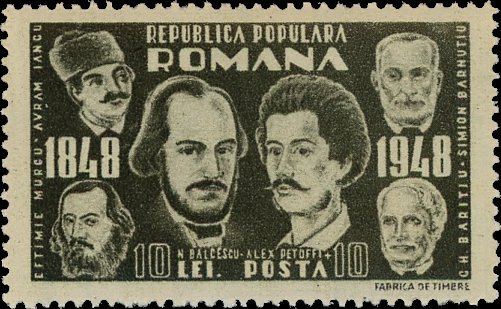
Почтовая марка Румынии 1948 г., посвящённая 100-летию Революции 1848 года в Дунайских княжествах

Эфтимие Мургу (рум. Eftimie Murgu; 28 декабря 1805, Рудэрия, Трансильвания, историческая область Банат (ныне коммуна Эфтимие-Мургу, жудец Караш-Северин, Румыния) — 12 мая 1870, Буда, Австро-Венгрия) — румынский философ, политический деятель, революционер-демократ, участник Революции 1848 года в Дунайских княжествах. Доктор права.

## Биография
Родился в семье офицера Габсбургского военного пограничного полка. До 1826 года обучался в Университете Сегеда. В 1830 году окончил Пештский университет. Получил юридическое и философское образование. В 1834 году получил докторскую степень по универсальному праву. Позже преподавал философию, логику и право в университетах Яссах и Бухареста. В Бухаресте был назначен профессором логики и римского права в колледже Святого Саввы.
Находясь в столице познакомился и подружился с представителями аромунов трансильванцев и влахов в том числе с Андреем Шагуна. В 1834 году переехал в Яссы, где открыл первый курс философии в Academia Mihăileană. В 1837 году после конфликта с господарем Молдавского княжества Михаилом Стурдза переехал в Валахию.
В 1840 году участвовал в революционном заговоре с целью провозглашения в Валахии республики и освобождения крестьян от феодальной зависимости. Однако, заговор был раскрыт, Э. Мургу арестован и изгнан за пределы страны. Обосновался в Лугоже в 1841 году. В марте 1845 года арестован и освобожден только 3 года спустя.
В 1848 году — депутат Государственного собрания революционной Венгрии, выступал за национальное равноправие румын и объединение румынского и венгерского революционного движения. В июне 1848 года возглавил вторую Национальную ассамблею румын Баната, где те выразили в постулатах Национальный указ румын во время революционного движения в Баната, центром которого был Лугож.
Участник Революции 1848—1849 годов в Австрийской империи. В сентябре 1849 года и в октябре 1851 года подвергался арестам. Был приговорен к смертной казни, но приговор был сокращен до четырёх лет тюрьмы, а через два года, в 1853 году, он был освобождён. Пробовал вернуться в политику в 1861 году, но его популярность спала.
Похоронен на кладбище Керепеши в Будапеште.

## Память
- В 1970 году его именем названа коммуна Эфтимие-Мургу  в Румынии, жудеца Караш-Северин.